# Ernest
Ernest – imię męskie pochodzenia germańskiego. Wywodzi się od słowa oznaczającego "powaga, zapał, walka". Patronem imienia jest Święty Ernest -  opat i męczennik (zginął w 1148 roku).
Ernest imieniny obchodzi 12 stycznia, 13 marca, 27 marca, 13 lipca, 13 sierpnia i 7 listopada, 31 lipca.

## Odpowiedniki w innych językach
- esperanto: Ernesto[2]
- niemiecki: Ernst, Ernest
- angielski: Ernest, Earnest
- czeski i słowacki: Arnošt

Znane osoby noszące imię Ernest:
- Ernst Abbe (1840-1905) – fizyk niemiecki
- Ernest Adam (1868-1926) – polski polityk
- Ernest Jan Biron (1690-1772) – książę Kurlandii
- Ernst Brugger (1914-1998) – polityk szwajcarski
- Ernest Bryll (1935-2024) – polski pisarz, dyplomata, b. Ambasador RP w Irlandii
- Ernest Cambier (1844-1909) – podróżnik belgijski
- Ernst Cassirer (1874-1945) – filozof niemiecki
- Ernest Chausson (1855-1899) – kompozytor francuski
- Ernest Choquin de Sarzec (1837-1901) – francuski archeolog, który odkrył starożytną kulturę sumeryjską
- Ernesto Corripio y Ahumada (ur. 1919) – meksykański duchowny katolicki, kardynał
- Stanisław Ernest Denhoff (1673-1728) – hetman polny litewski 1709-1728
- Ernst Fischer (1918-2007) – chemik niemiecki, noblista
- Ernesto Geisel (1907-1996) – brazylijski polityk i wojskowy
- Ernst Gombrich (1909-2001) – austriacki historyk sztuki
- Ernst Gräfenberg (1881-1957) – lekarz niemiecki
- Ernst Robert Grawitz (1899-1945) – niemiecki zbrodniarz hitlerowski, lekarz
- Ernests Gulbis (ur. 1988) – łotewski tenisista
- Ernesto „Che” Guevara (1928-1967) – rewolucjonista argentyński
- Ernst Haeckel (1834-1919) – niemiecki biolog, filozof i podróżnik
- Ernest Hemingway (1899-1961) – pisarz amerykański
- Ernst Teodor Amadeus Hoffman (1776-1822) - romantyczny pisarz niemiecki
- Ernst Jandl (1925-2000) – pisarz i poeta austriacki
- Alfred Ernst Johann (1901-1996) – pisarz i dziennikarz niemiecki
- Ernst Jünger (1895-1998) – pisarz niemiecki
- Ernst Kaltenbrunner (1903-1946) – Niemiec, wysoki funkcjonariusz SS
- Ernst Eduard Kummer (1810-1893) – matematyk niemiecki
- Ernst Lanzer (1878-1914) – Austriak, znany pacjent Freuda
- Ernest Lawrence (1901-1958) – fizyk amerykański, noblista
- Ernest Lehman (1915-2005) – amerykański scenarzysta filmowy
- Ernest Albert Le Souef (1869–1937) – australijski zoolog
- Ernst Leonard Lindelöf (1870-1946) – matematyk fiński
- Ernst Lindemann (1894-1941) – niemiecki komandor marynarki
- Ernst Mach (1838-1916) – fizyk austriacki
- Ernest Malinowski (1818-1899) – polski inżynier emigracyjny
- Ernst von Mansfeld (ok. 1580-1626) – wódz niemiecki
- Ernst May (1886-1970) – niemiecki architekt i urbanista
- Ernst Mayr (1904-2005) – ornitolog i ewolucjonista amerykański
- Ernst Neufert (1900-1986) – architekt niemiecki
- Ernest opawski (ok. 1415-1464) – książę opawski i ziębicki
- Ernst Öpik (1893-1985) – astronom estoński
- Ernest Pohl (1932-1995) – piłkarz polski
- Ernst Paul Heinz Prüfer (1896-1934) – matematyk niemiecki
- Ernest Renan (1823-1892) – francuski pisarz, historyk, filozof
- Joseph-Ernest van Roey (1874-1961) – belgijski duchowny katolicki, kardynał
- Ernst Röhm (1887-1934) – niemiecki działacz nazistowski
- Ernst Ruska (1906-1988) – niemiecki fizyk, noblista
- Ernest Rutherford (1871-1937) – chemik i fizyk z Nowej Zelandii, noblista
- Ernest Simoni (ur. 1928) – albański duchowny katolicki, kardynał
- Ernest Świeżawski (1843-1919) – polski historyk
- Ernst Thälmann (1886-1944) – polityk niemiecki
- Ernest Till (1846-1926) – polski prawnik
- Ernest Vandiver (1918-2005) – amerykański polityk
- Ernest T. S. Walton (1903-1995) – fizyk irlandzki, noblista
- Ernst Udet (1896-1941) – lotnik niemiecki, as myśliwski
- Ernest Weiher (1517-1598) – polski wojskowy, wojewoda chełmiński
- Ernest Wettyn (1441-1486) – książę Saksonii
- Ernest Wilimowski (1916-1997) – polsko-niemiecki piłkarz
- Ernest Wiśniewski (1925-2007) – polski wojskowy i badacz wojskowości
- Ernest Wittelsbach (1373-1438) – książę Bawarii-Monachium
- Ernst von Wrisberg (1862-1927) – polityk niemiecki, generał
- Paramanga Ernest Yonli (ur. 1956) – polityk Burkina Faso
- Ernst Zermelo (1871-1953) – matematyk niemiecki
- Ernst Ziehm (1867-1962) – polityk niemiecki
- Ernest z Zwiefalten (zm. 1147 lub 1148) – opat, męczennik i święty Kościoła katolickiego

Osoby noszące nazwisko Ernst:
- Jan Ernst (1909-1993) – polski geograf i muzyk
- Max Ernst (1891-1976) – niemiecki malarz, rzeźbiarz, grafik i pisarz